# Ферра, Кристиан
Кристиа́н Ферра́ (фр. Christian Ferras; 17 июня 1933[…], Ле-Туке-Пари-Плаж — 14 сентября 1982, XVI округ Парижа) — французский скрипач.

## Биография
Учился в Консерватории Ниццы у Шарля Бистези, затем — частным образом у Бориса Каменского и в Парижской консерватории у Жозефа Кальве. Блестяще окончив её в 1946 году по двум специальностям (скрипка и камерное исполнение), впервые выступил в Париже и вскоре стал учеником Джордже Энеску. Два года спустя Ферра выиграл международный конкурс в Схевенингене (в жюри которого был Иегуди Менухин) а ещё через год получил второе место на Конкурсе скрипачей Жака Тибо (первая премия не была присуждена).
Быстро завоевав международную известность, Ферра в 1950-е — 1960-е годы много гастролировал по Европе и США, пользовался большой популярностью в странах Восточной Европы. Основу его репертуара составляли классические скрипичные концерты (Бетховена, Моцарта, Мендельсона), но он также активно пропагандировал французскую музыку, став первым исполнителем Сонаты для скрипки соло Артюра Онеггера и ряда других сочинений.
В 1960-е годы Ферра сделал ряд записей, среди которых выделяется Концерт Брамса под управлением Герберта фон Караяна, а также Концерт «Памяти ангела» Альбана Берга, в котором в полной мере проявились отличительные черты исполнительской техники скрипача: сила, чистота и красота звучания, хорошее чувство стиля. Ферра также записал все сонаты Бетховена вместе с пианистом Пьером Барбизе.
В 1975 году музыкант из-за болезни вынужден был прекратить выступления. Его возвращение на концертную сцену состоялось в марте 1982, однако исполнительская карьера длилась всего несколько месяцев: 14 сентября 1982 года Ферра, не в силах справиться с депрессией, которой он страдал в течение многих лет, покончил жизнь самоубийством.